# Marek Mazanec
Marek Mazanec (né le 18 juillet 1991 à Písek en Tchécoslovaquie) est un joueur professionnel tchèque de hockey sur glace. Il évolue au poste de gardien de but.

## Biographie

### Carrière en club
Formé au IHC Písek, il découvre l'Extraliga en 2010 avec le HC Plzeň 1929. Il est choisi au sixième tour, en 179e position par les Predators de Nashville lors du repêchage d'entrée dans la LNH 2012. Il remporte l'Extraliga 2013 avec le club de Plzeň. Il part ensuite en Amérique du Nord. Il est assigné aux Admirals de Milwaukee dans la Ligue américaine de hockey. Le 8 novembre 2013, il joue son premier match dans la Ligue nationale de hockey avec les Predators chez les Jets de Winnipeg.

### Carrière internationale
Il représente la République tchèque en sélections jeunes.